# Zbójek długonosy
Zbójek długonosy (Rhyncholestes raphanurus) – gatunek ssaka z rodziny zbójnikowatych (Caenolestidae), jedyny przedstawiciel rodzaju zbójek (Rhyncholestes).

## Taksonomia
Gatunek i rodzaj po raz pierwszy zgodnie z zasadami nazewnictwa binominalnego opisał w 1924 roku amerykański teriolog Wilfred Hudson Osgood nadając im odpowiednio nazwy Rhyncholestes i Rhyncholestes raphanurus. Miejsce typowe to ujście rzeki Inio (43°22′08″S 74°03′08″W/-43,368889 -74,052222), południowy kraniec wyspy Chiloé, region Los Lagos, Chile. Holotyp to skóra i czaszka dorosłej samicy o sygnaturze FMNH 22422 z kolekcji Muzeum Historii Naturalnej w Chicago; odłowiony 12 stycznia 1923 roku przez Osgooda. Podgatunek continentalis po raz pierwszy zgodnie z zasadami nazewnictwa binominalnego opisał w 1987 roku niemiecki teriolog Johannes Bublitz nadając mu nazwę Rhyncholestes continentalis. Miejsce typowe to Cerro La Picada (41°04′35″S 72°24′40″W/-41,076389 -72,411111), na wysokości 450 m n.p.m., Los Lagos, Chile. Holotyp to dorosła samica o sygnaturze BMNH 75.1723 z kolekcji Muzeum Historii Naturalnej w Londynie; odłowiony 14 kwietnia 1973 roku przez argentyńskiego paleontologa Osvaldo Reiga. Jedyny przedstawiciel rodzaju zbójek (Rhyncholestes). 
Ograniczone dane genetyczne i bardziej istotne dane morfologiczne sugerują, że Rhyncholestes raphanurus jest taksonem siostrzanym dla Lestoros inca. Podgatunek continentalis został pierwotnie opisany jako odrębny gatunek na podstawie wysokości drugiego guzka na kłach samic, ale potrzeba więcej danych, aby potwierdzić jego odrębność; w takim ujęciu autorzy Illustrated Checklist of the Mammals of the World rozpoznają dwa podgatunki. 

### Etymologia
- Rhyncholestes: gr. ῥυγχος rhunkhos ‘pysk, ryj’[12]; ληστης lestes ‘rozbójnik, bandyta’, od λῃστευω lēisteuō ‘grabić, łupić’[13].
- raphanurus: gr. ῥαφανος rhaphanos ‘kapusta’[14]; ουρα oura „ogon”[15].
- continentalis: nowołac. continentalis ‘kontynentalny, z kontynentu’, od łac. continens, continentis ‘kontynent’, od continere ‘trzymać się razem’[16].

## Zasięg występowania
Zbójek długonosy występuje w zależności od podgatunku:
- R. raphanurus raphanurus – Chiloé, południowe Chile.
- R. raphanurus continentalis – kontynentalne południowo-środkowe Chile (Los Lagos) i przyległa Argentyna (Park Narodowy Nahuel Huapi).

## Charakterystyka
Długość ciała (bez ogona) 9,7–12,8 cm, długość ogona 6,5–8,8 cm, długość tylnej stopy 1,9–2,4 cm; masa ciała 23–30 g, czasami 36–40 g; samce wydają się być nieco większe niż samice. Mają raczej ciemne umaszczenie. Mają małe, okrągłe uszy oraz krótki ogon.

## Odżywianie
Gatunek ten głównie odżywia się bezkręgowcami żyjącymi w glebie. Dodatkiem do ich diety są rośliny oraz grzyby. 

## Tryb życia
Występują one w terenach leśnych od poziomu morza (na wyspie Chiloé) do maksymalnie 1135 m n.p.m. Prowadzą głównie naziemny i nocny tryb życia.

## Status
Międzynarodowa Unia Ochrony Przyrody (IUCN) od 2008 roku klasyfikuje zbójka długonosego jako gatunek bliski zagrożenia (NT – Near Threatened). Wcześniej – od 1996 roku – miał on status gatunku narażonego na wyginięcie (VU – Vulnerable). Głównym zagrożeniem dla tego gatunku jest utrata siedlisk spowodowana wycinką lasów.